# Team-Ulm
Team-Ulm.de ist ein Online-Magazin mit eigener Online-Community, redaktioneller und bildredaktioneller Berichterstattung, Veranstaltungshinweisen, Location Guide und Informationen über das aktuelle Kinogeschehen. Die Seite ist inhaltlich auf den Großraum Ulm für Jugendliche und Erwachsene zwischen 15 und 35 Jahren ausgerichtet.

## Geschichte
Team-Ulm wurde Anfang Januar 2000 von einem Schüler und einem Zivildienstleistenden als Website, die Informationen zu Veranstaltungen in Ulm auflistete und kleinere interaktive Module beinhaltete, gegründet. Da die Anzahl der Besucher innerhalb von wenigen Monaten über die ursprünglich geschlossene Nutzergruppe hinauswuchs, wurde die Seite zu einem öffentlichen Online-Magazin ausgebaut.
Im Herbst 2001 kam der Bereich der Partyfotografie und kultureller Berichterstattung hinzu. Im September 2002 wurde die Nutzerregistrierung und die damit verbundene angegliederte Online-Community verwirklicht. Weitere interaktive Rubriken wie ein Online-Flohmarkt, eine Kontaktbörse, die Möglichkeit direkt über die Seite Nachrichten zu verschicken und ein Forum folgten. Ebenso wurden die redaktionellen Bereiche und der Locationguide erweitert. Von 2007 bis 2016 übertrug Team-Ulm die Schwörrede des Ulmer Oberbürgermeisters live ins Internet.
Der Betrieb der Seite lief von Beginn an auf ehrenamtlicher Basis und wird mittlerweile von rund 65 ehrenamtlichen Mitarbeitern gewährleistet. Die nötigen finanziellen Mittel werden über den Verkauf von Werbefläche, eigene Veranstaltungen sowie durch Sponsoren gesichert. Team-Ulm.de ist seit Januar 2006 im Jugendschutz nach ICRA gekennzeichnet. Mittlerweile ist die Nutzeraktivität auf Team-Ulm stark zurückgegangen. Von den 550.000 angemeldeten Nutzern sind zu Stoßzeiten selten mehr als 0,1 % online (Stand Dezember 2013).
Seit Ende 2023 ist es nicht mehr möglich, neue Beiträge auf Team-Ulm.de zu verfassen.

## Statistiken
Zeitweise waren über 9.000 registrierte Benutzer zur selben Zeit auf Team-Ulm.de online. Nach eigenen Angaben hat die Seite 605.000 (Stand 1. Dezember 2015) registrierte Benutzerkonten. Es wurden monatlich ca. drei Millionen Logins und ca. 300 Millionen Seitenaufrufe verzeichnet (Stand August 2008). Im Durchschnitt wurden pro Sekunde 30 private Nachrichten über die Seite versandt.
Der Großteil der Nutzer kommt aus dem Großraum Ulm oder hat einen Bezug dazu.